# Chiesa dei Santi Quirico e Giulitta (Veneri)
La chiesa dei Santi Quirico e Giulitta si trova a Veneri, una frazione di Pescia, in provincia di Pistoia, Arcidiocesi di Lucca.

## Storia e descrizione
La facciata classico barocca, che conserva un bellissimo portale attribuibile all'architetto lucchese Francesco Pini, risulta priva di intonaco e quindi mortificata esteticamente e ridotta a far la parte di uno stile pseudo toscano rustico. All'interno della chiesa si custodisce una preziosa tavola raffigurante la Madonna con Bambino, avvicinabile alle produzioni di Angelo Puccinelli (XIV secolo). La Vergine è inserita in una cornice tripartita in alto da tre archetti, mentre nella zona inferiore, ad uso di predella, è collocata una tavola rettangolare con motivo intagliato e dipinto ai lati del quale sono collocate Santa Chiara e Santa Apollonia. 

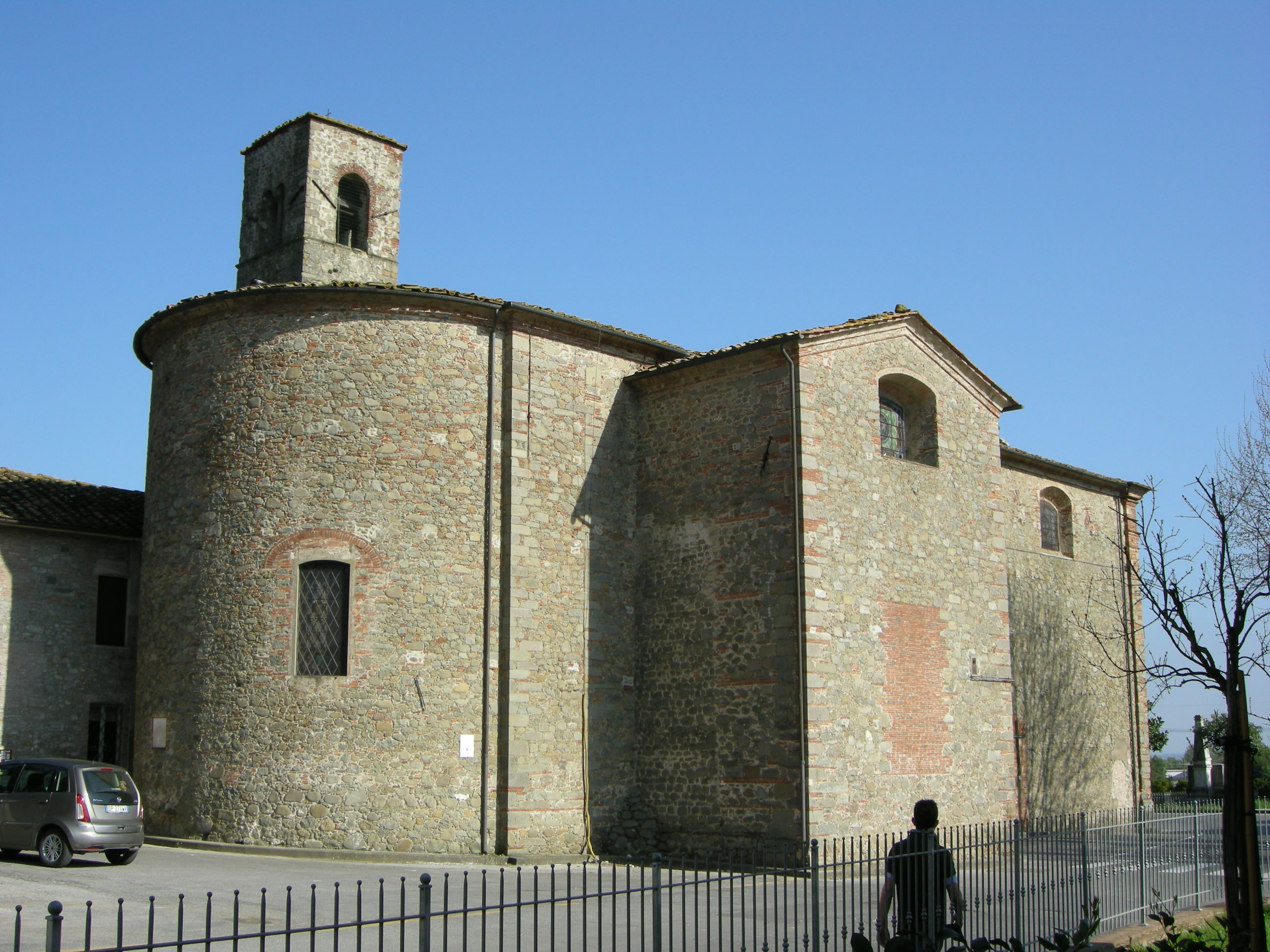
Vista laterale della chiesa
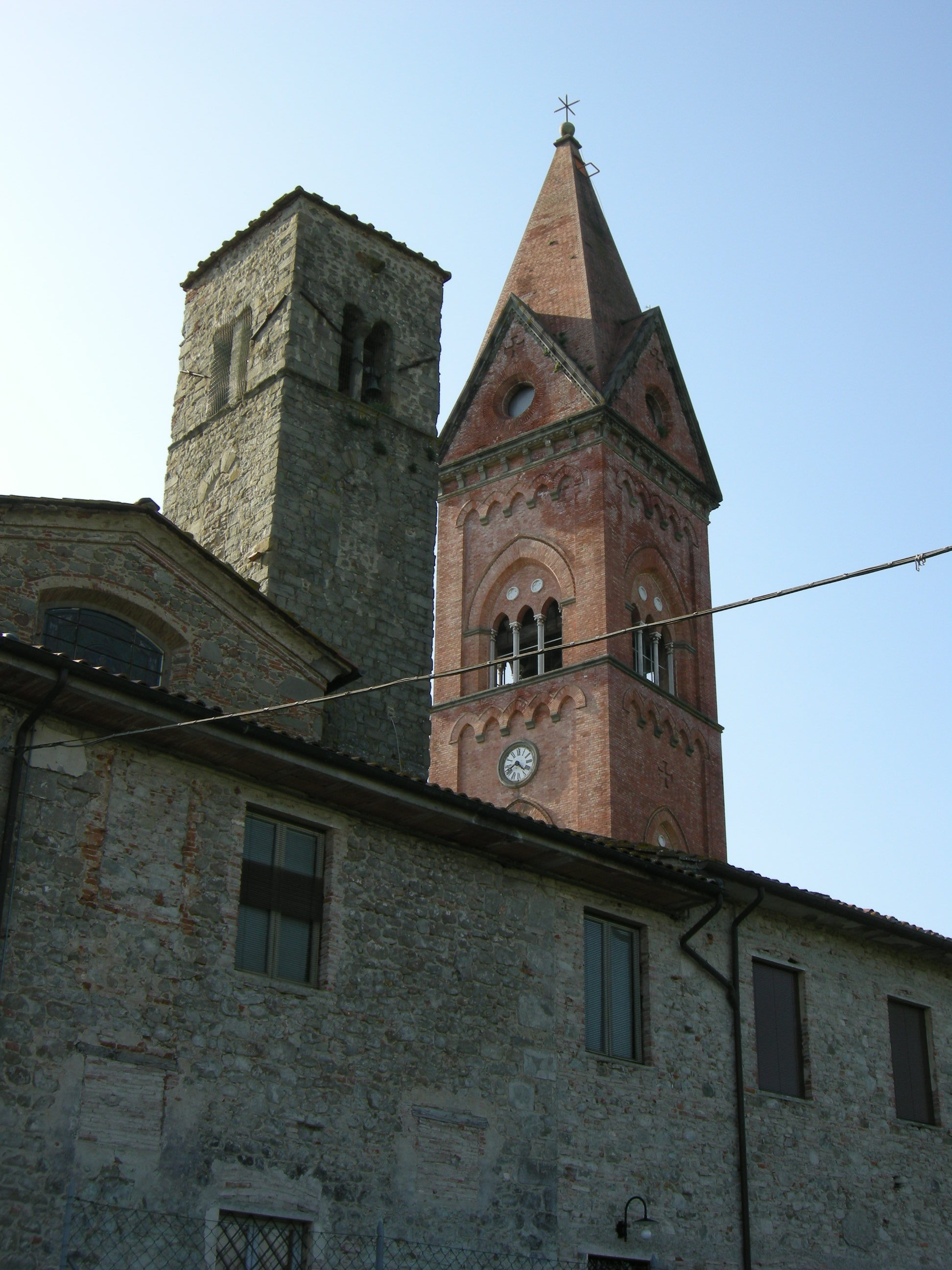
I due campanili
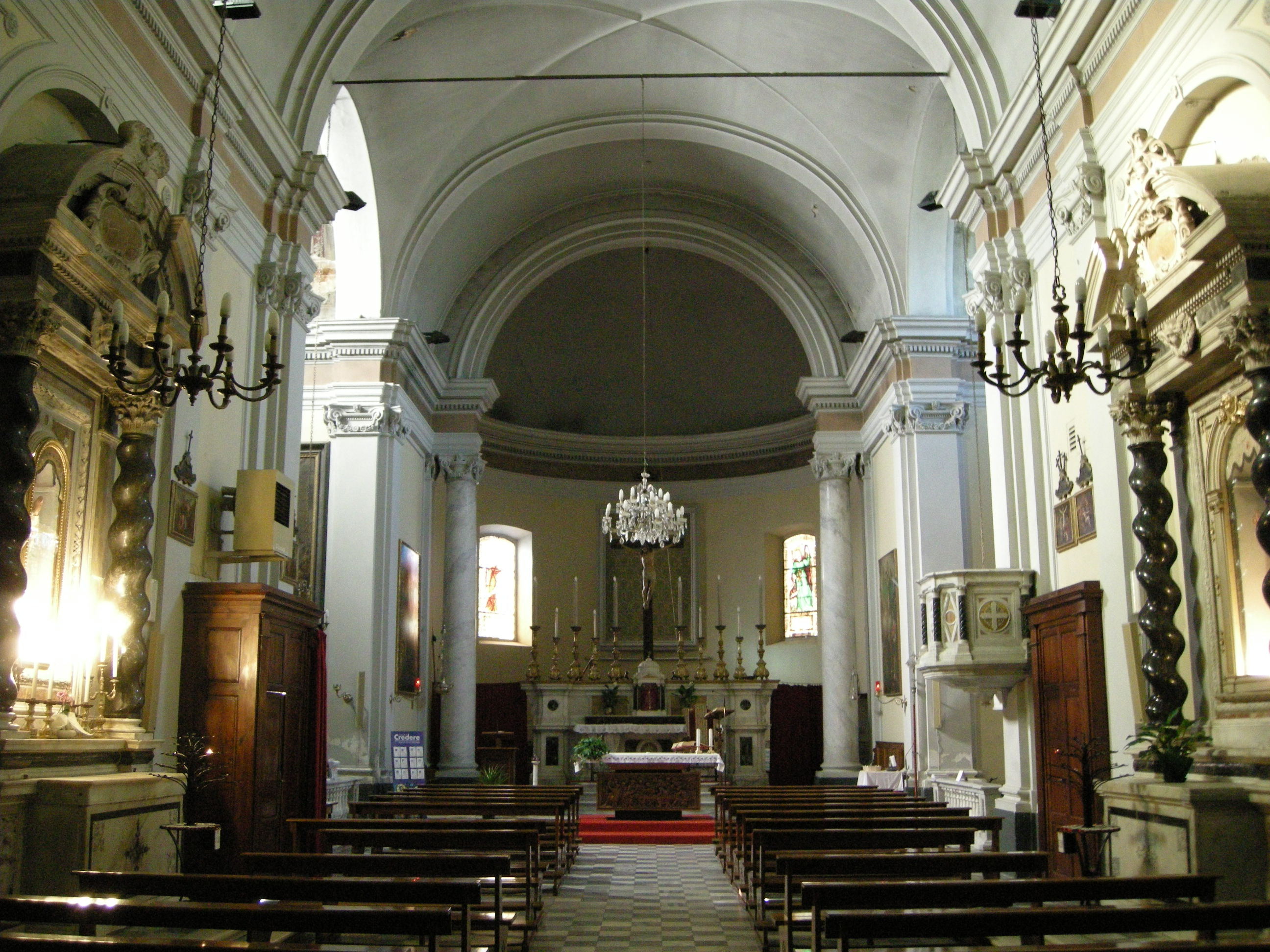
Interno
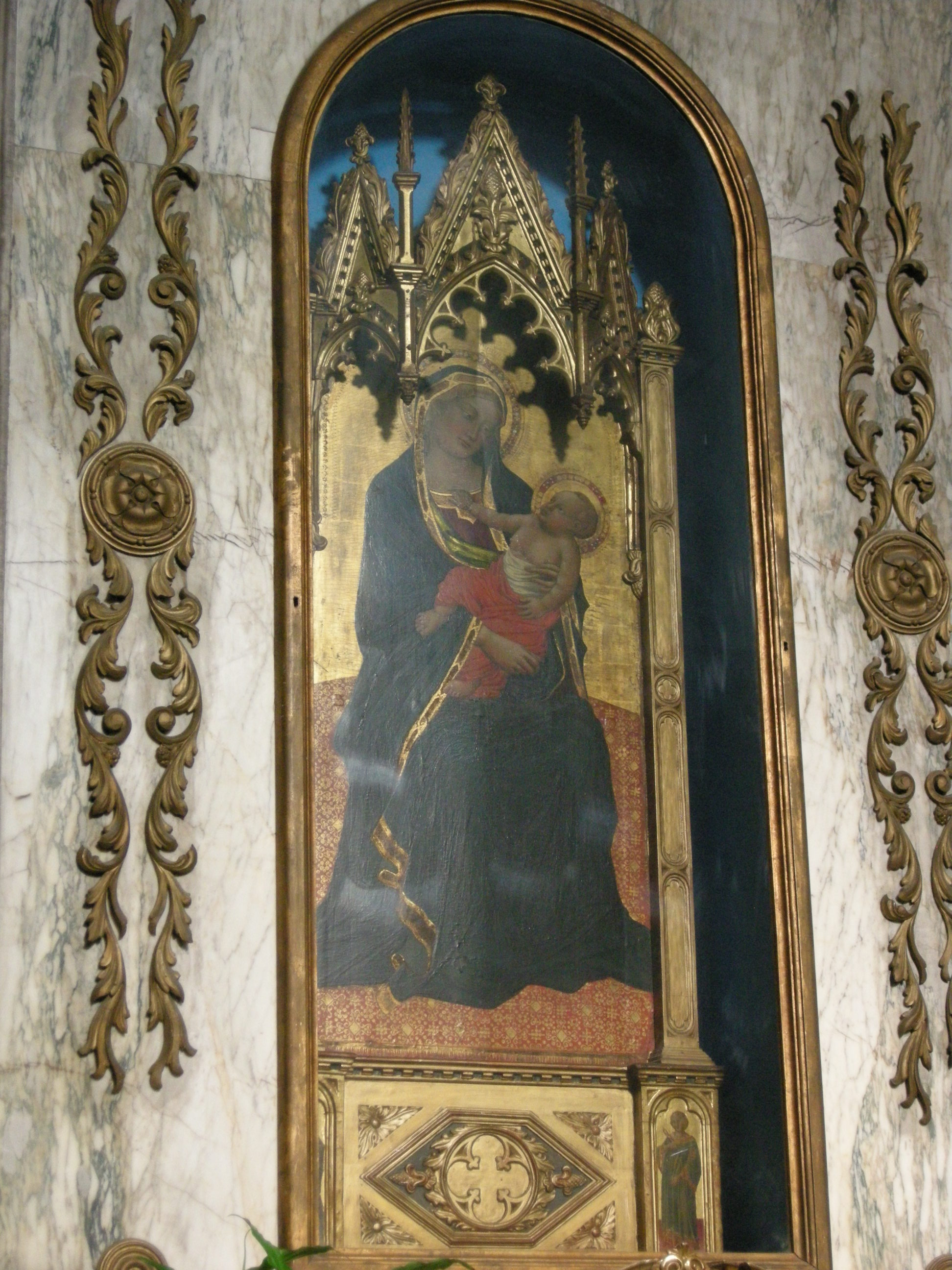
Madonna col Bambino